# Ga Phùng Khoang
Ga Phùng Khoang là một trong những nhà ga tàu điện của Tuyến đường sắt đô thị Cát Linh - Hà Đông, nằm trên đường Trần Phú, phường Mộ Lao, quận Hà Đông, Hà Nội.

## Lịch sử
- 6 tháng 11 năm 2021: Đi vào hoạt động với việc khánh thành Tuyến số 2A: Cát Linh – Hà Đông [2][3]

## Bố trí ga

### Tuyến 2A
| 2F Tầng ke ga                   | Ke ga bên, cửa sẽ mở ở bên phải                  | Ke ga bên, cửa sẽ mở ở bên phải                                         |
| Ke ga 1                         | ← T2A Tuyến 2A đi Vành đai 3 (Hướng đi Cát Linh) |                                                                         |
| Ke ga 2                         | T2A Tuyến 2A đi Văn Quán (Hướng đi Yên Nghĩa) →  |                                                                         |
| Ke ga bên, cửa sẽ mở ở bên phải |                                                  |                                                                         |
| 1F Tầng trung chuyển            | Tầng 1                                           | Khu bán vé, khu thương mại, khu kỹ thuật, lối lên xuống và cổng soát vé |
| G                               | Mặt đất                                          | Lối lên xuống                                                           |

## Xung quanh nhà ga
- Học viện Y Dược học Cổ truyền Việt Nam
- Trường Đại học Hà Nội
- Học viện An ninh Nhân dân
- Trường Đại Học Sư Phạm Nghệ Thuật Trung Ương
- Chợ Phùng Khoang
- Viện Khoa học Địa chất và Khoáng sản
- Học viện Kỹ thuật mật mã

## Hình ảnh

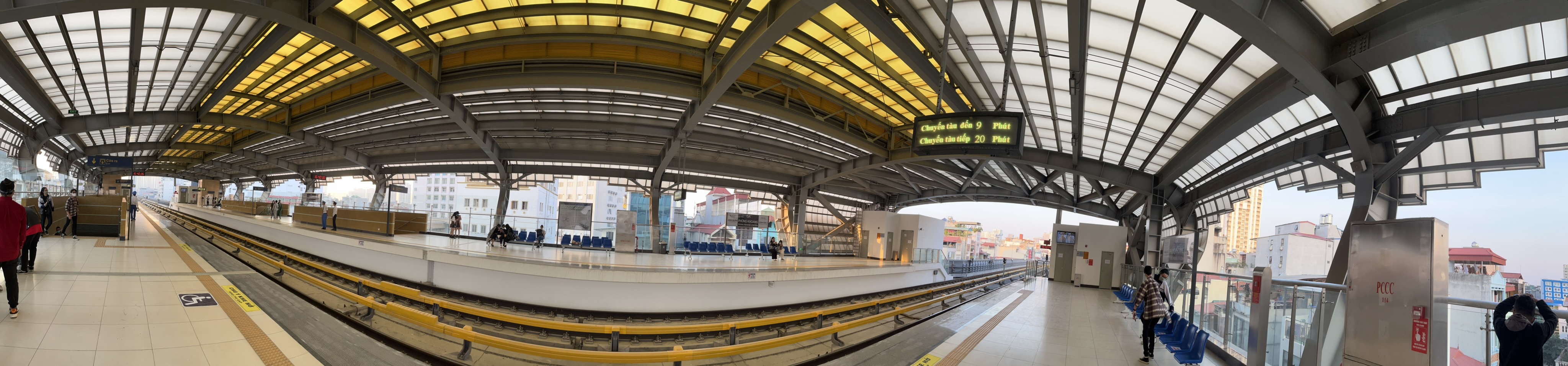
Một góc ảnh rộng trên sân ga Phùng Khoang

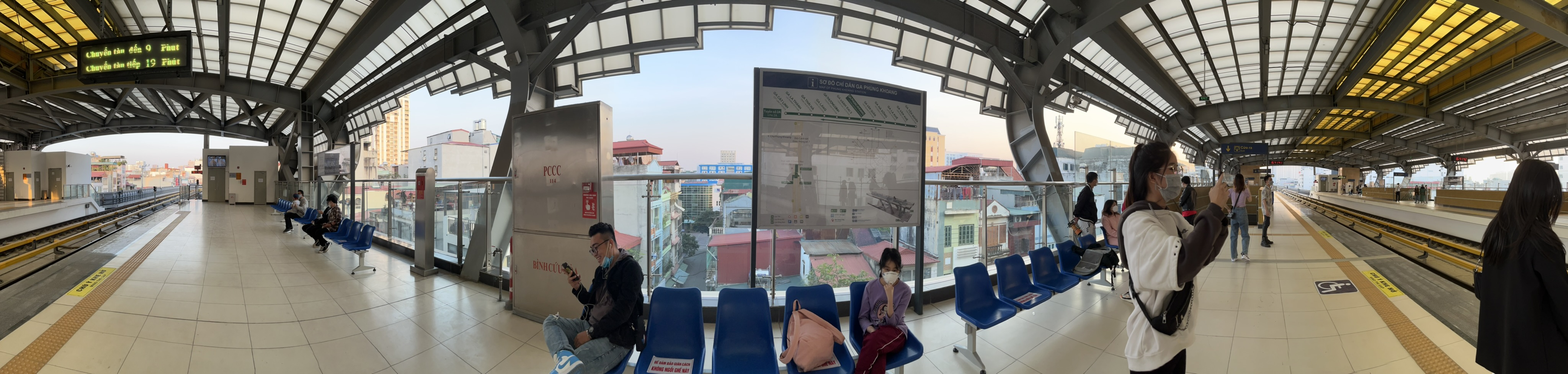
Một góc ảnh rộng khác trên sân ga Phùng Khoang